# Helen Gahagan Douglas
Helen Gahagan Douglas (Boonton, 25 de novembro de 1900 — Nova York, 28 de junho de 1980) foi uma atriz e política estadunidense. Ela foi a terceira mulher – a primeira democrata – a ser eleita para um assento no Congresso dos Estados Unidos pelo estado da Califórnia. Sua eleição fez da Califórnia o segundo estado a eleger deputadas de ambos os partidos dominantes dos Estados Unidos (Illinois foi o primeiro).

## Biografia
Helen Gahagan nasceu em Boonton, no estado da Nova Jérsei. Ela tinha ascendência escocesa e irlandesa e foi criada na igreja Episcopal. Seu pai, Walter H. Gahagan, era um engenheiro dono de uma empresa de construção no Brooklyn e de um estaleiro no Queens; sua mãe, Lillian Rose Gahagan (née Mussen), era uma professora de escola. A família morava numa grande mansão no número 231 da Lincoln Place no bairro de Park Slope no Brooklyn, uma área de classe média alta. Gahagan se formou no prestigioso Instituto Berkeley para Garotas. Após uma discussão com seu pai, que não queria que ela virasse atriz, ela foi mandada para um internato em Northampton, no estado de Massachusetts.

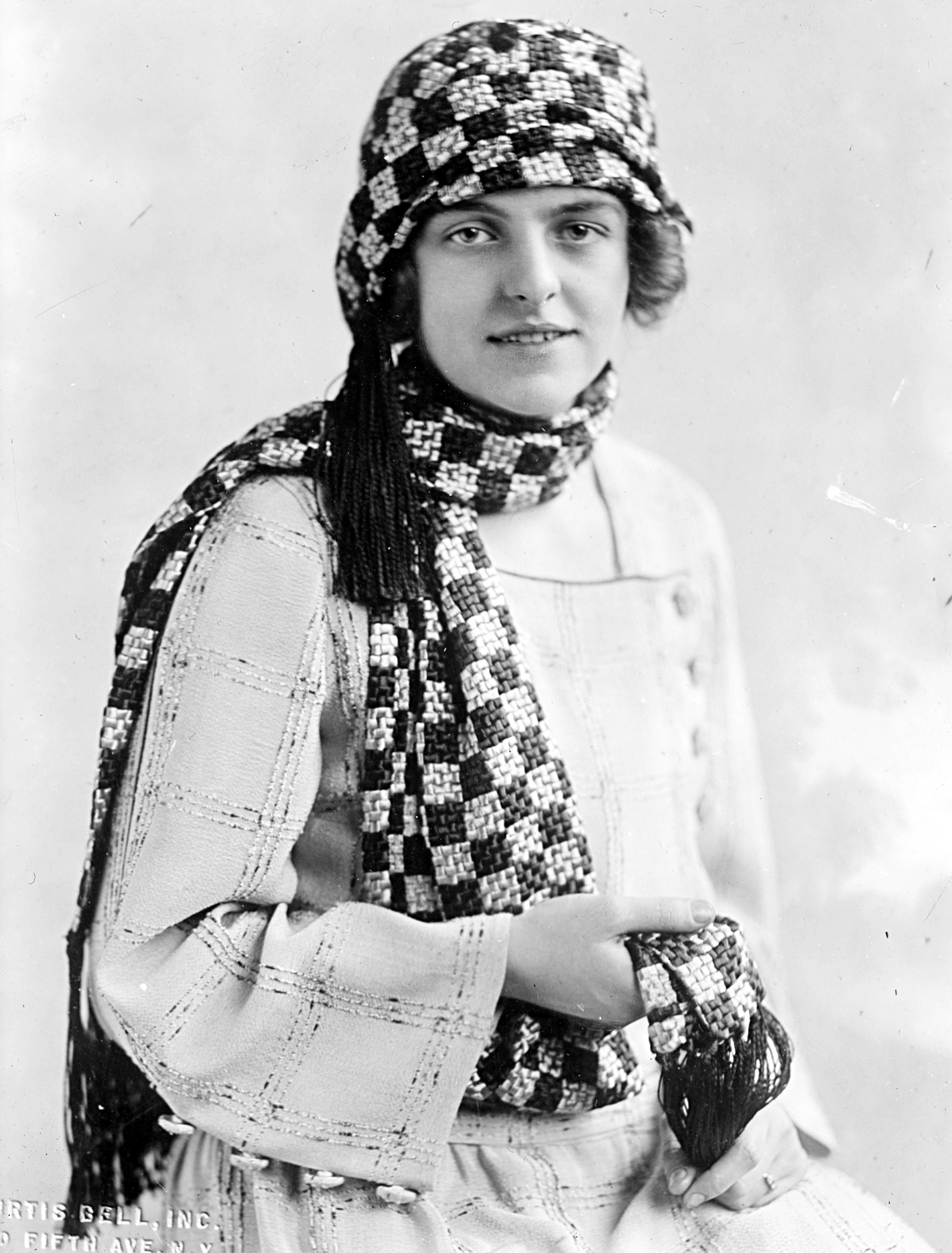
Helen Gahagan nos anos 1920.

Gahagan entrou no Barnard College, mas abandonou o curso universitário dois anos depois para tentar a carreira de atriz, para a decepção de seu pai. Gahagan se tornou uma estrela da Broadway na década de 1920, atuando em peças de sucesso como Young Woodley e Trelawney of the Wells. Em 1927, aos 26 anos de idade, Gahagan buscou forjar uma nova carreira como cantora de ópera e após dois anos de aulas de canto ela encontrou sucesso nos palcos da Europa, um feito até então incomum para uma cantora estadunidense. Em 1930, Gahagan retornou à Broadway para estrelar na produção de Tonight or Never com o ator Melvyn Douglas. Os dois se casaram no ano seguinte e ela manteve o sobrenome de solteira.
O primeiro filho do casal, Peter Gahagan Douglas, nasceu em 1933. Em 1935 Gahagan viajou para Los Angeles para atuar no filme She, o único de sua carreira. Ela interpretou Hash-a-Motep, rainha de uma cidade perdida. O filme, baseado no romance homônimo do escritor britânico Henry Rider Haggard é mais conhecido por ter popularizado uma frase do livro: "Ela, que deve ser obedecida" ("She who must be obeyed"'). O personagem e o figurino de Gahagan serviram de inspiração para a aparência da Rainha Malvada do filme de animação Branca de Neve e os Sete Anões, lançado em 1937 por Walt Disney.
Em 1938 Gahagan realizou um de seus maiores sonhos ao viajar para a Europa para interpretar Tosca. Durante sua estadia em Viena, onde a obra estava sendo apresentada na Ópera Estatal de Viena, a atriz acabou tomando café com um simpatizante do nazismo. A experiência deixou-a enojada o suficiente para que ela decidisse voltar imediatamente para os Estados Unidos, determinada a fazer algo contra aquela ideologia política. Após o nascimento de sua filha, Mary Helen, em 1938, Gahagan decidiu estudar sobre a luta dos migrantes e tornou-se cada vez mais politicamente consciente. Em pouco tempo ela estaria dirigindo o Comitê John Steinbeck, que recebeu o nome do escritor que tratou da luta dos migrantes no livro As Vinhas da Ira.

## Carreira política
No final dos anos 1930, Gahagan decidiu entrar na política. Ela foi membro da breve Liga Anti-Nazista de Hollywood (1936–1939), que advogava a favor do boicote de produtos originários da Alemanha Nazista. Entre 1939 e 1940 ela foi membro do comitê nacional da Agência para o Progresso de Obras Públicas (Works Progress Administration) e do comitê californiano da Agência Nacional da Juventude (National Youth Administration), dois programas do New Deal do então presidente Franklin D. Roosevelt, de quem o casal Douglas era amigo. A primeira-dama Eleanor Roosevelt serviu como mentora para Gahagan durante este período.
De 1940 a 1944, Gahagan serviu como membro do Comitê Nacional Democrata pela Califórnia e vice-presidente do Comitê Estadual Democrata. Durante o mesmo período, ela foi presidente do setorial de mulheres do partido. Ela foi membro do conselho de diretores da Agência de Habitação e Planejamento da Califórnia (California Housing and Planning Association) entre 1942 e 1943 e foi nomeada pelo presidente Roosevelt como membro do Departamento de Defesa Civil do Comitê de Participação Voluntária. Após a morte de Roosevelt, em 1945, ela foi nomeada pelo presidente Harry S. Truman como uma das suplentes da deleção estadunidense para a primeira Assembleia Geral das Nações Unidas.
Em 1944, ela foi eleita para representar o 14º Distrito Congressional da Califórnia na Câmara dos Representantes dos Estados Unidos com uma plataforma liberal, defendendo os direitos das mulheres, as liberdades civis e o desarmamento mundial. Ela serviria três mandatos completos pelo 14° Distrito. Durante este período, ela teria tido uma relação amorosa com o então congressista – e mais tarde presidente dos Estados Unidos – Lyndon B. Johnson. Gahagan foi reeleita duas vezes, em 1946 e em 1948. Em sua atuação enquanto congressista, a atriz se opôs às atividades do Comitê de Atividades Antiamericanas, sendo acusada por opositores de ser branda com o comunismo.

### Campanha ao Senado
Em 1950 Gahagan concorreu ao Senado dos Estados Unidos, apesar de que o então senador Sheridan Downey estava disposto a concorrer a um terceiro mandato. William Malone, presidente do Partido Democrata na Califórnia, havia aconselhado Gahagan a esperar até 1952 para concorrer ao Senado, ao invés de dividir o partido numa disputa com Downey pela candidatura. Gahagan, no entanto, disse a Malone que Downey estava negligenciando os veteranos da Segunda Guerra Mundial e os pequenos fazendeiros e que, por isso, ele precisava perder sua cadeira. Downey se retirou da disputa durante a eleição primária e apoiou um terceiro candidato, Manchester Boddy, dono e editor do jornal Los Angeles Daily News. Quando Gahagan derrotou Boddy na eleição primária do partido com quase o dobro dos votos, Downey apoiou o candidato republicano Richard Nixon. O então congressista John F. Kennedy secretamente doou fundos para a campanha de Nixon contra a colega de partido, que ele julgava ser simpática ao comunismo.
Durante a disputa, uma das mais polarizadas da história da Califórnia, Nixon orquestrou uma bem sucedida campanha de difamação com a intenção de assassinar o caráter de Gahagan. Fazendo alusão à suposta simpatia dela aos "vermelhos", Nixon deu a entender que ela seria um deles, citando como prova disso o fato de que ela votava igual ao congressista Vito Marcantonio, do pró-soviético Partido Trabalhista Americano, nos projetos de lei apresentados na Câmara. Durante a primária, Boddy havia se referido a Gahagan como "a dama cor-de-rosa" (tal cor, na política estadunidense, se refere aos simpatizantes do socialismo), afirmando que ela era "rosa até na calcinha". Nixon repetiu tal linha de ataque durante a eleição geral. Seu diretor de campanha, Murray Chotiner, chegou a imprimir 500.000 folhetos em papel cor-de-rosa com a intenção de expor a suposta ideologia radical da candidata. Explicando a ação, ele afirmou que "o propósito de uma eleição não é vencer seu oponente, mas sim destruí-lo".
Além de atacar Gahagan por sua suposta simpatia ao comunismo, os simpatizantes de Nixon também valeram-se do antissemitismo durante a campanha, pedindo aos eleitores que não votassem na atriz porque seu marido, Melvyn Douglas, era judeu. Os simpatizantes de Gahagan, por sua vez, popularizaram um apelido para Nixon que se tornou um dos mais duradouros na política estadunidense: "Tricky Dick" (Dick Traiçoeiro). Num cenário de crescente macartismo, de persistência do antissemitismo e de relutância dos eleitores em votar em mulheres, Nixon acabou vencendo a eleição para o Senado com 59,2% dos votos válidos, pondo um fim à carreira política de Gahagan. O democrata conservador Samuel W. Yorty – que mais tarde filiaria-se ao Partido Republicano – a sucedeu em sua cadeira na Câmara dos Representantes. Gahagan permaneceria atuando politicamente até o resto de sua vida, militando contra a proliferação das armas nucleares nas décadas seguintes.

## Vida posterior
Houve rumores de que Gahagan ganharia um cargo comissionado no governo de Harry S. Truman caso ela fosse derrotada na disputa pelo assento de Downey no Senado. Entretanto, a disputa acalorada com Nixon tornou a indicação dela para qualquer cargo controversa demais para o então presidente, que enfrentava acusações de não agir de maneira forte o suficiente contra o comunismo. Segundo a vice-presidente do Comitê Nacional Democrata, India Edwards – uma das apoiadoras de Gahagan – a congressista não poderia ser indicada nem para chefe de carrocinha.
Em 1952 Gahagan retornou aos palcos e, oito anos mais tarde, fez campanha para John F. Kennedy durante a primeira tentativa de Nixon de se tornar presidente dos Estados Unidos. Em 1972 ela fez campanha para George McGovern em sua tentativa de evitar que Nixon fosse re-eleito presidente dos Estados Unidos. Dois anos mais tarde, durante o escândalo de Watergate, ela fez campanha pelo impeachment de Nixon. Durante o escândalo, adesivos de para-choque com a inscrição "A culpa não é minha, eu votei em Helen Gahagan Douglas" apareceram em carros na Califórnia. Em 1979, Gahagan recebeu a Medalha Barnard, maior distinção da universidade que frequentou.
Helen Gahagan Douglas morreu no ano seguinte, em 28 de junho, aos 79 anos de idade de câncer nos seios e no pulmão. O senador Alan Cranston, da Califórnia, fez uma eulogia para ela na tribuna do Senado no dia 5 de agosto. Segundo ele, "Helen Gahagan Douglas foi uma das pessoas mais grandiosas, mais eloquentes, mais pensativas que já tivemos na política americana. Ela permanece entre as maiores líderes do nosso século XX, rivalizando até mesmo com Eleanor Roosevelt em estatura, compaixão e simplesmente grandeza".